# National Youth Competition 2010
Die National Youth Competition 2010 (aus Sponsoringgründen auch als Toyota Cup 2010 bezeichnet) war die dritte Saison der National Youth Competition, der australisch-neuseeländischen U-20-Rugby-League-Meisterschaft. Den ersten Tabellenplatz nach Ende der regulären Saison belegten die South Sydney Rabbitohs, die im Finale 28:42 gegen die New Zealand Warriors verloren. Diese gewannen damit zum ersten Mal die National Youth Competition.

## Tabelle
|      | Team                          | Spiele | Siege | Unent. | Ndlg. | Spiel- punkte | Diff. | Tabellen- punkte |
| ---- | ----------------------------- | ------ | ----- | ------ | ----- | ------------- | ----- | ---------------- |
| 01.  | South Sydney Rabbitohs        | 24     | 17    | 0      | 7     | 687:567       | + 120 | 38               |
| 02.  | New Zealand Warriors          | 24     | 16    | 1      | 7     | 731:481       | + 250 | 37               |
| 03.  | Canterbury-Bankstown Bulldogs | 24     | 15    | 2      | 7     | 773:596       | + 177 | 36               |
| 04.  | North Queensland Cowboys      | 24     | 14    | 3      | 7     | 673:540       | + 133 | 35               |
| 05.  | Sydney Roosters               | 24     | 14    | 1      | 9     | 695:588       | + 107 | 33               |
| 06.  | Canberra Raiders              | 24     | 14    | 1      | 9     | 764:734       | + 30  | 33               |
| 07.  | Manly-Warringah Sea Eagles    | 24     | 13    | 0      | 11    | 568:583       | - 15  | 30               |
| 08.  | Gold Coast Titans             | 24     | 12    | 1      | 11    | 706:685       | + 21  | 29               |
| 09.  | Wests Tigers                  | 24     | 12    | 0      | 12    | 620:532       | + 88  | 28               |
| 010. | Brisbane Broncos              | 24     | 11    | 1      | 12    | 690:635       | + 55  | 27               |
| 011. | St. George Illawarra Dragons  | 24     | 10    | 1      | 13    | 568:543       | + 25  | 25               |
| 012. | Newcastle Knights             | 24     | 9     | 1      | 14    | 612:732       | - 120 | 23               |
| 013. | Melbourne Storm               | 24     | 8     | 2      | 14    | 683:782       | - 99  | 22               |
| 014. | Cronulla-Sutherland Sharks    | 24     | 8     | 1      | 15    | 492:634       | - 142 | 21               |
| 015. | Penrith Panthers              | 24     | 8     | 0      | 16    | 643:838       | - 195 | 20               |
| 016. | Parramatta Eels               | 24     | 3     | 0      | 21    | 454:786       | - 332 | 10               |

- Da in dieser Saison jedes Team zwei Freilose hatte, wurden nach der Saison zur normalen Punktezahl noch 4 Punkte dazugezählt.

## Playoffs

### Ausscheidungs/Qualifikationsplayoffs
| 10. September 17:30 | Gold Coast Titans | 22 : 24 | South Sydney Rabbitohs | Skilled Park, Gold Coast Schiedsrichter: Chris Butler |
| 10. September 17:30 |                   |         |                        | Skilled Park, Gold Coast Schiedsrichter: Chris Butler |

| 11. September 16:15 | North Queensland Cowboys | 46 : 12 | Sydney Roosters | Sydney Football Stadium, Sydney Schiedsrichter: Gavin Reynolds |
| 11. September 16:15 |                          |         |                 | Sydney Football Stadium, Sydney Schiedsrichter: Gavin Reynolds |

| 11. September 18:15 | Canterbury-Bankstown Bulldogs | 54 : 18 | Canberra Raiders | CUA Stadium, Sydney Schiedsrichter: Adam Devcich |
| 11. September 18:15 |                               |         |                  | CUA Stadium, Sydney Schiedsrichter: Adam Devcich |

| 12. September 13:45 | New Zealand Warriors | 25 : 22 | Manly-Warringah Sea Eagles | WIN Jubilee Oval, Sydney Schiedsrichter: Gavin Morris |
| 12. September 13:45 |                      |         |                            | WIN Jubilee Oval, Sydney Schiedsrichter: Gavin Morris |

### Viertelfinale
| 17. September 17:15 | North Queensland Cowboys | 18 : 22 | Canberra Raiders | Canberra Stadium, Canberra Schiedsrichter: Gavin Reynolds |
| 17. September 17:15 |                          |         |                  | Canberra Stadium, Canberra Schiedsrichter: Gavin Reynolds |

| 18. September 17:15 | Canterbury-Bankstown Bulldogs | 24 : 22 | Sydney Roosters | Sydney Football Stadium, Sydney Schiedsrichter: Adam Devcich |
| 18. September 17:15 |                               |         |                 | Sydney Football Stadium, Sydney Schiedsrichter: Adam Devcich |

### Halbfinale
| 24. September 17:15 | New Zealand Warriors | 23 : 16 | Canterbury-Bankstown Bulldogs | Suncorp Stadium, Brisbane Schiedsrichter: Gavin Reynolds |
| 24. September 17:15 |                      |         |                               | Suncorp Stadium, Brisbane Schiedsrichter: Gavin Reynolds |

| 25. September 17:15 | South Sydney Rabbitohs | 64 : 18 | Canberra Raiders | ANZ Stadium, Sydney Schiedsrichter: Gavin Morris |
| 25. September 17:15 |                        |         |                  | ANZ Stadium, Sydney Schiedsrichter: Gavin Morris |

### Grand Final
| 3. Oktober 2010 14:15 | South Sydney Rabbitohs                                                     | 28 : 42         | New Zealand Warriors                                                                     | ANZ Stadium, Sydney Schiedsrichter: Gavin Reynolds |
| 3. Oktober 2010 14:15 | Versuche: Roberts, Vaivai, Judd, Peats, Tulemau Erhöhungen: Reynolds (4/5) | (12:10) Bericht | Versuche: Taylor (2), Likiliki, Fisiiahi, Lousi, Niko, Seluini Erhöhungen: Johnson (7/7) | ANZ Stadium, Sydney Schiedsrichter: Gavin Reynolds |

## Statistik
Meiste erzielte Versuche
|    | Name               | Versuche | Verein                        |
| -- | ------------------ | -------- | ----------------------------- |
| 1. | Drury Low          | 22       | Canberra Raiders              |
| 2. | Glen Fisiiahi      | 20       | New Zealand Warriors          |
| 2. | Mark Kheirallah    | 20       | Sydney Roosters               |
| 2. | Siuatonga Likiliki | 20       | New Zealand Warriors          |
| 5. | Taioalo Vaivai     | 19       | South Sydney Rabbitohs        |
| 6. | Ryan Tongia        | 18       | Gold Coast Titans             |
| 6. | Wayne Ulugia       | 18       | North Queensland Cowboys      |
| 8. | Kailfa Faifai Loa  | 17       | St. George Illawarra Dragons  |
| 8. | Nathan Massey      | 17       | Canterbury-Bankstown Bulldogs |